# Thohanbwa
Cette page contient des caractères spéciaux ou non latins. S’ils s’affichent mal (▯, ?, etc.), consultez la page d’aide Unicode.
Thohanbwa (birman : သိုဟန်ဘွား, θòhàɴbwá ; shan : Sao Hung Pha ; 1505 – mai 1542) est un souverain shan qui régna sur le royaume d'Ava de 1527 à 1542. Fils aîné de Sawlon, saopha de Mohnyin, il avait activement participé aux nombreux raids lancés contre Ava dans le premier quart du XVIe siècle. En 1527, après la victoire finale de la confédération des États Shans, il fut nommé roi d'Ava par son père. Puis, quand Sawlon fut assassiné en 1533, Thohanbwa ajouta à ce titre celui de saopha de Mohnyin. Son autorité ne fut cependant pas immédiatement reconnue par les autres chefs de la confédération.
L'histoire de la Birmanie retient de lui l'image d'un « sauvage assoiffé de sang », meurtrier de bonzes érudits, pillard des trésors des stûpas et brûleur de livres bouddhiques. Il fut autant haï de ses sujets shans que birmans. C'est pourtant son inaction et son incapacité à mobiliser les autres états shans contre la menace montante de la dynastie Taungû, ancien vassal méridional d'Ava, qui se révélèrent déterminants, car ils permirent au jeune royaume de se renforcer progressivement. Sous Tabinshwehti, Taungû abattit le royaume d'Hanthawaddy en cinq ans (1535–1539), durant lesquels Ava ne fit rien. Thohanbwa et ses turbulents alliés n'intervinrent que lorsque Taungû se retourna contre son vassal Prome, en 1541. Leur armée fut repoussée par le général de Taungû Bayinnaung en 1542.

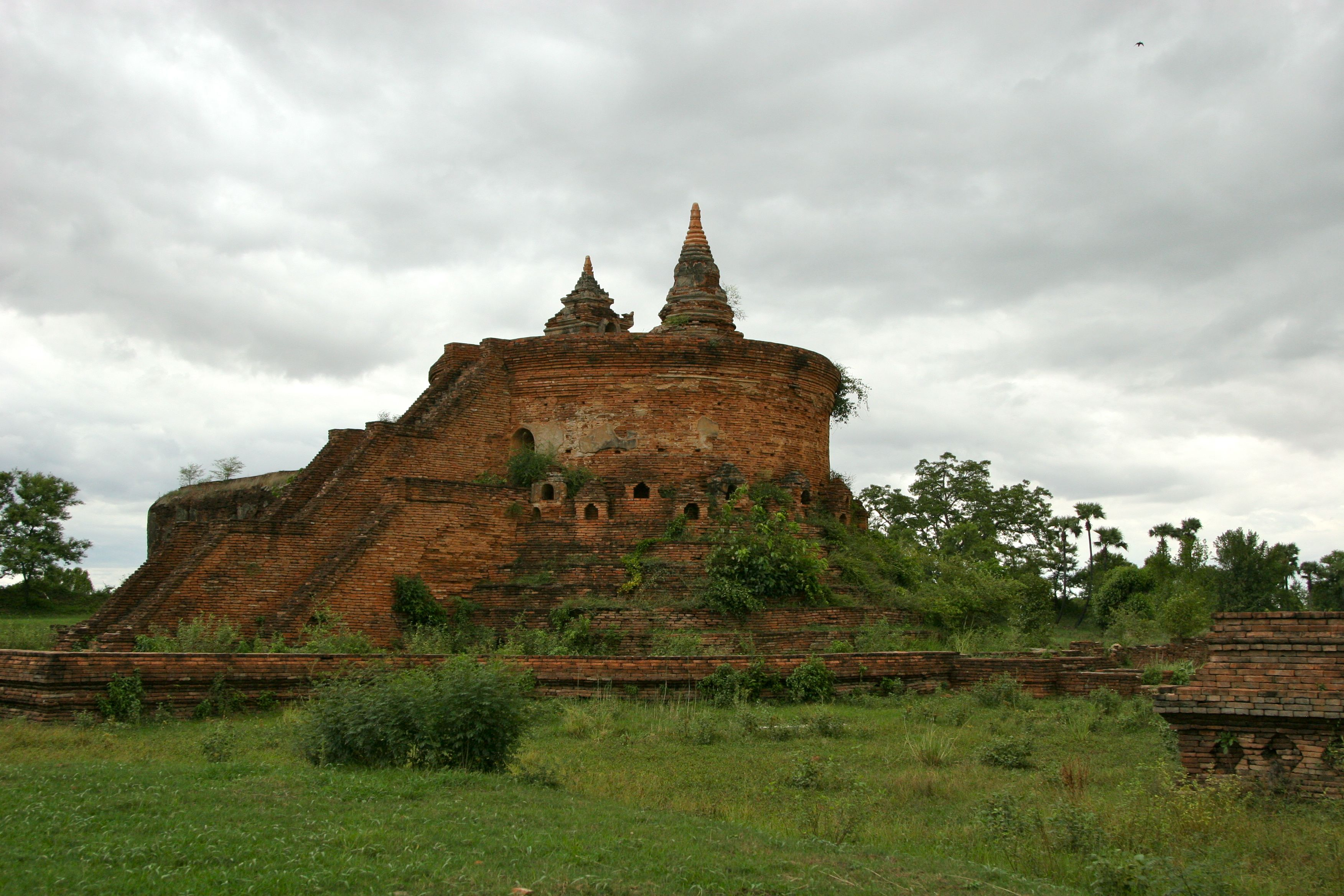
Ruines de stûpas à Ava

Après cette défaite, la cour d'Ava complota contre Thohanbwa, qui fut assassiné en mai 1542 par son premier ministre Yan Naung.

## Jeunesse
Sao Hung Pha, ou Thohanbwa, est né en 1505 ou 1506. Il était le fils de Sawlon, saopha de Mohnyin, qui s'était soulevé contre la domination d'Ava depuis les années 1480.
Au début du XVIe siècle, le couple père-fils lança régulièrement des raids contre le royaume d'Ava depuis le nord. Au début des années 1520, ils furent rejoints par une confédération d'autres états shans, dont Mohnyin prit la tête. La confédération s'empara progressivement des territoires les plus septentrionaux d'Ava et pilla la ville en 1524. Cependant le roi Shwenankyawshin, soutenu par son allié Hkonmaing, saopha de Thibaw, s'échappa et poursuivit la résistance. En 1527, la confédération mit à nouveau le siège devant Ava. En avril, Shwenankyawshin mourut au combat et la ville fut prise. Sawlon nomma Thohanbwa « roi d'Ava » ; en fait, il était plutôt un vice-roi, gouvernant au nom de son père et de la confédération.

## Règne

### Administration
Sawlon et Thohanbwa, souverains d'un petit état et pillards réguliers, n'avaient aucune expérience de l'administration d'un royaume de la taille d'Ava ; ils conservèrent donc certains des ministres birmans de l'ancienne cour. (La plupart avaient fui avec leur famille pour Taungû, comme le reste de la population en général.) Thohanbwa nomma Mingyi Yan Naung premier ministre pour les questions administratives, tandis qu'il continuait à attaquer les états voisins avec son père. En 1533, ils attaquèrent leur ancien allié Prome (Pyay), au motif que celui-ci ne leur avait pas apporté une aide suffisante lors du siège d'Ava six ans auparavant. Ils prirent la ville et ramenèrent son souverain Bayin Htwe en captivité. Au cours du trajet du retour, Sawlon fut assassiné par ses propres ministres.
Ce décès créa un vide du pouvoir dans la confédération shan. Les autres saophas ne voulurent pas reconnaître Thohanbwa, fils aîné de Sawlon, comme le premier d'entre eux. La confédération ne prit aucune mesure concertée lorsque dans la seconde moitié des années 1530 Tabinshwehti, nouveau roi de la dynastie Taungû, déclencha une grande offensive contre le royaume môn d'Hanthawaddy, maître de toute la Basse-Birmanie. Taungû ainsi engagé dans le sud était certainement vulnérable à sa frontière nord, mais les shans ne réagirent qu'après 1539 et la chute de Pégou.
En 1542, Thohanbwa mobilisa la confédération (Mohnyin, Mogaung, Bhamo, Momeik, Hsipaw et Yawnghwe) pour défendre Prome contre les attaques de Taungû. Mais ils subirent une grande défaite contre le général Bayinnaung à l'extérieur de la ville et durent battre en retraite en abandonnant celle-ci à son sort.

### Persécutions religieuses
Thohanbwa est qualifié en 1925 de « sauvage assoiffé de sang » par l'historien britannique GE Harvey. Il fut détesté par les Birmans et les Shans pour ses pillages, ses meurtres et ses incendies de livres indiscriminés. Thohanbwa avait déclaré : « Les pagodes n'ont rien à voir avec la religion. Ce sont simplement des chambres au trésor. » et il pilla toutes celles qu'il rencontra. Si les bonzes résistaient, « qu'on les tue ». En 1540, il fit tuer 360 bonzes, dont 30 éminents par leur enseignement, dans la région d'Ava, à Sagaing et à Pinya. Il fit saisir les manuscrits dans les monastères et en fit des feux de joie.

### Assassinat
Un an après son invasion ratée du sud, Thohanbwa avait perdu tous ses soutiens à la cour d'Ava. Son premier ministre Yan Naung décida finalement d'organiser un putsch au palais d'été, à l'extérieur de la ville. Lorsque Thohanbwa demanda à voir la fameuse épée Yeinnwepa Da (birman : ယိမ်းနွဲ့ပါးဓါး) de son prédécesseur Shwenankyawshin, Yan Naung qui la lui présentait la lui passa en travers du corps, si rudement qu'elle coupa cinq bambous de l'estrade où il se trouvait.
Yan Naung refusa de le remplacer sur le trône. Les ministres couronnèrent alors Hkonmaing, le saopha d'Hsipaw (Thibaw), qui avait été un allié indéfectible de Shwenankyawshin.